# Christian Bassogog
Christian Mougang Bassogog (ur. 18 października 1995 w Duali) – kameruński piłkarz grający na pozycji napastnika. Od 2017 jest zawodnikiem klubu Henan Jianye.

## Kariera piłkarska
Swoją karierę piłkarską Bassogog rozpoczął w swoim macierzystym kraju w klubie - Rainbow FC. W 2015 roku po udanych testach trafił do amerykańskiego klubu Wilmington Hammerheads. W 2015 roku grał w nim w rozgrywkach USL. Latem 2015 roku został piłkarzem duńskiego klubu Aalborg BK. Swój debiut w nim w Superligaen zaliczył 29 lutego 2016 w zremisowanym 1:1 wyjazdowym meczu z FC Midtjylland.
Dzięki bardzo udanemu Pucharowi Narodów Afryki w 2017 roku, gdzie jego reprezentacja zdobyła tytuł najlepszej reprezentacji Afryki, a on sam został wybrany najbardziej wartościowym piłkarzem turnieju zwrócił na siebie uwagę innych klubów. Ostatecznie za rekordowe zarówno dla Aalborga jak i Henan - 6 milionów Euro trafił do Chin.
| Sezon   | Klub                   | Kraj              | Rozgrywki            | Mecze | Gole |
| ------- | ---------------------- | ----------------- | -------------------- | ----- | ---- |
| 2015    | Wilmington Hammerheads | Stany Zjednoczone | USL                  | 14    | 0    |
| 2015/16 | Aalborg BK             | Dania             | Superligaen          | 9     | 0    |
| 2016/17 | Aalborg BK             | Dania             | Superligaen          | 21    | 4    |
| 2017    | Henan Jianye           | Chiny             | Chinese Super League | 24    | 10   |
| 2018    | Henan Jianye           | Chiny             | Chinese Super League |       |      |

## Kariera reprezentacyjna
W reprezentacji Kamerunu Bassogog zadebiutował 12 listopada 2016 roku w zremisowanym 1:1 meczu eliminacji do MŚ 2018 z Zambią. W 2017 roku został powołany do kadry na Puchar Narodów Afryki 2017. Na tym turnieju zdobył swoją pierwszą bramkę dla reprezentacji w oficjalnym meczu przeciwko Ghanie. Ostatecznie turniej zakończył się triumfem reprezentacji Kamerunu, a sam Bassogog został wybrany najbardziej wartościowym piłkarzem turnieju.